# Phường 12, Quận 3
Phường 12 là một phường cũ thuộc Quận 3, Thành phố Hồ Chí Minh, Việt Nam.
Phường 12 có diện tích 0,17 km², dân số năm 2021 là 12.159 người,  mật độ dân số đạt 71.523 người/km².
Đến ngày 1 tháng 1 năm 2025, phường 13 thuộc Quận 3 đã bị giải thể và sáp nhập vào phường 12 cùng quận.